# Xã Bowen, Quận Sargent, Bắc Dakota
Xã Bowen (tiếng Anh: Bowen Township) là một xã thuộc quận Sargent, tiểu bang Bắc Dakota, Hoa Kỳ. Năm 2010, dân số của xã này là 67 người.